# Acraea kibwezina
Acraea kibwezina är en fjärilsart som beskrevs av Le Doux 1928. Acraea kibwezina ingår i släktet Acraea och familjen praktfjärilar. Inga underarter finns listade i Catalogue of Life.